# Cantonul Percy
Cantonul Percy este un canton din arondismentul Saint-Lô, departamentul Manche, regiunea Basse-Normandie, Franța.

## Comune
| Comune            | Populație (1999) | Cod poștal | Cod INSEE |
| ----------------- | ---------------- | ---------- | --------- |
| Beslon            | ...              | 50800      | 50048     |
| Le Chefresne      | ...              | 50410      | 50128     |
| La Colombe        | ...              | 50800      | 50137     |
| Le Guislain       | ...              | 50410      | 50225     |
| La Haye-Bellefond | ...              | 50410      | 50234     |
| Margueray         | ...              | 50410      | 50291     |
| Maupertuis        | ...              | 50410      | 50295     |
| Montabot          | ...              | 50410      | 50334     |
| Montbray          | ...              | 50410      | 50338     |
| Morigny           | ...              | 50410      | 50357     |
| Percy             | ...              | 50410      | 50393     |
| Villebaudon       | ...              | 50410      | 50637     |